# 甄馬田
馬田·甄古拿（Martin Jančula，1975年2月26日—），生於斯洛伐克布拉提斯拉瓦，已退役斯洛伐克足球運動員，司職前鋒。

## 球員生涯
甄馬田生於斯洛伐克布拉提斯拉瓦，於2000年從斯洛伐克來港加盟當時仍在甲組角逐的老牌球會快譯通，並在2000/01球季協助快譯通奪得足總盃冠軍，其後在2001年轉會到傳統球會南華，並在2001年11月29日主場對日聯球會清水心跳的亞冠盃第二圈首回合時連中三元，結果協助南華創造歷史以3–2勝出，而且南華更獲亞洲足協選為亞洲11月份最佳球隊，可惜南華在同年12月19日的次回合，作客以0–6落敗未能晉級，而最終他離開愉園後返回祖家斯洛伐克。2003年轉投升班馬傑志。

## 退役生活
甄馬田掛靴後轉到寶馬任職汽車經紀，而且更在近年開設自己的汽車代理公司，此外他還與模特兒妻子育有兩名兒子，而甄馬田現在間中還會接些模特兒工作。